# じゃがいもの会
じゃがいもの会（じゃがいものかい）は、1985年から2007年までの23年間にわたり、森進一・黒柳徹子らが中心となって展開してきたチャリティー音楽会。
1985年に、森進一が演歌・歌謡曲の歌手を中心とした音楽家の仲間に呼びかけてチャリティーコンサートの開催を企画。コンサートの入場収益、オークション、その他チャリティーレコード・CDなどの売上金の一部を、ユニセフの世界の飢餓救済募金などの社会貢献活動に寄付していた。